# تیرتانکارا
تیرتانکارا (انگلیسی: tirthankara)، یا «تیر تنکره» کسی است که گذر گاهی برای عبور از «سامسارا» (Saṃsāra) یافته‌است.

## جین (دین)
کیش جین (jaina) مانند آئین بودایی در آغاز پیدایش خود سازمانی رهبانی بوده‌است که به تهذیب اخلاق می‌پرداخته و از طریق ترحم و گرامی داشتن حق حیات و پرهیز کاری و امساک می‌خواسته‌است از اقیانوس «سامسارا» بگذرد و به ساحل آرامش ابدی راه یابد. و به همین جهت، قدیسین و فرزانگان این آئین را «تیرتامکار» (tirthankara) می‌گفته‌اند، یعنی کسانی که گذر گاهی (thirtha) برای عبور از دریای «سامسارا» پیدا کرده‌اند.

## روح
دین جِینی از ادیان کهن هندی است که بیش از بیست و پنج قرن پیشینه دارد و به اصطلاح از ادیان «ناستیکه» (nāstika) یا غیر ارتدوکس هندی شمرده می‌شود. مسئلهٔ روح که در این مکتب از آن به عنوان جیوَه «جیوا» (Jiva) یاد می‌شود از مفاهیم مهم این دین به‌حساب می‌آید و یکی از دو مقولهٔ اصلی هستی‌شناسی و نیز یکی از موضوعات اصلی فلسفه جینی و نخستین آنها است. جَین‌ها اصل وجود روح را امری شهودی می‌دانند، با این‌همه، دلایلی نیز بر وجود آن اقامه کرده‌اند.

## موکشا (جینیسم)
موکتی‌ها در اقیانوس «سامسارا» (Saṃsāra) گذرگاه یا پایابی (tirha) برای خود پیدا کرده و به ساحل امن شط باز زایش‌ها رسیده‌اند.